# Ekvatorialguineas riksvapen
På Ekvatorialguineas riksvapen ser man ett bombaxträd - också kallat "Guds träd" - som är ett vanligt träd i landet och också ingick i staden Batas emblem. De sex stjärnorna är symboler för fastlandsområdet och de fem öar som ingår i riket. Valspråket är "Enighet, fred, rättvisa".